# Α-ナフチルチオ尿素
α-ナフチルチオ尿素 (α-naphthylthiourea, ANTU, Dirax) は、有機硫黄化合物の一つ。チオ尿素の誘導体で、殺鼠剤として使われる。肺水腫を誘発させることによって機能し、ラットに対し比較的選択毒性をもつ。

## 安全性
現在、イギリス政府は植物防疫に使うことを禁じている。